# Kanton Mauléon
Kanton Mauléon (fr. Canton de Mauléon) je francouzský kanton v departementu Deux-Sèvres v regionu Poitou-Charentes. Skládá se z pěti obcí.

## Obce kantonu
- Mauléon
- Nueil-les-Aubiers
- La Petite-Boissière
- Saint-Amand-sur-Sèvre
- Saint-Pierre-des-Échaubrognes